# デナグ
デーナグは、5世紀のサーサーン朝の女王（Banbishn）で、ヤズデギルド2世（在位:438年 - 457年）の妻である。夫の死後、457年から459年にかけて起こった後継者争いの最中、首都クテシフォンで摂政を務めた。

## 生涯
デーナグの出自はよく分かっていない。デーナグという名前は、サーサーン朝の王女たちにも付けられていたことを考えると、サーサーン朝の王族として生まれた可能性がある。
夫のヤズデギルド2世が457年に亡くなった時に、子のホルミズド3世はレイで王位に就いた。ホルミズド3世の弟のペーローズ1世は、ミフラーン家のラハームの支援を受けて、帝国の北東部に逃亡し、王位を主張するために兵を起こした。帝国はこうして後継者争いに陥り分裂した。2人の母親であるデーナグは、首都クテシフォンで摂政としてサーサーン朝を一時的に支配した。
最終的にペーローズ1世が後継者争いに勝利し、新しい皇帝に即位するとともにホルミズド3世と家族3人が殺された。